# Аракажу (аэропорт)
Аракажу-Санта-Мария (порт. Aeroporto Internacional de Aracaju - Santa Maria) — международный аэропорт штата Сержипи в Бразилии. Коды — IATA: AJU, ICAO: SBAR.
Аракажу-Санта-Мария открыт 30 октября 1952 года в 10 км от центра Аракажу.
Аэропорт ежедневно обслуживает 48 рейсов: 24 прибывающих и 24 вылетающих. В 2011 году пассажиропоток Аракажу-Санта-Мария составил 1093143 чел.
Аэропорт имеет асфальтовую взлётно-посадочную полосу 11/29 длиной 2200 м.
Основные направления: аэропорты Салвадор, Гуарульос, Галеан и Бразилиа.